# Sistotrema efibulatum
Sistotrema efibulatum é uma espécie de fungo pertence à família Hydnaceae.